# Corsa (sport)

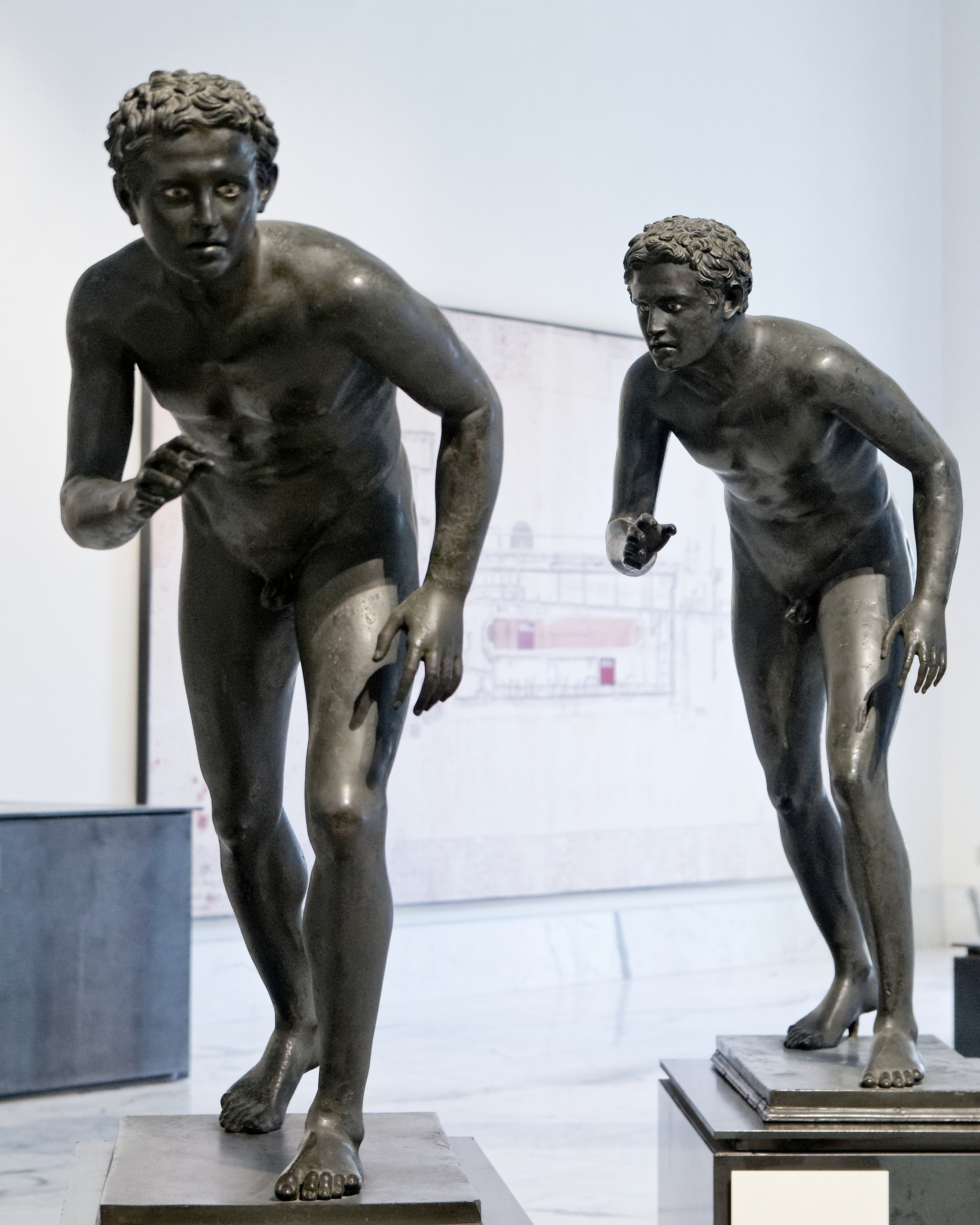
Atleti che corrono, dagli scavi di Ercolano, Museo archeologico di Napoli

La corsa è un'attività fisica da sempre praticata dall'uomo ed è l'attività sulla quale si basa la maggioranza delle attività sportive.
Si definisce come "corsa" l'andatura umana o animale composta da una prosecuzione di balzi, in cui, in una prima fase, un piede rimane a contatto con il terreno; nella fase successiva il piede si stacca da terra insieme al resto del corpo (per questo si chiama fase di volo), fino a quando atterra l'altro piede. Si contraddistingue dalla camminata, mentre la marcia (in cui il corpo mantiene sempre il contatto con il terreno) e ogni altra versione agonistica della corsa rientrano nel podismo.

## Meccanica
Nella biomeccanica dell'appoggio del piede a contatto col suolo vi sono due tipi di malposizioni più o meno accentuate: la pronazione e la supinazione.
La corsa combina l'energia cinetica del moto con l'energia potenziale accumulata nei tendini e nei muscoli. Il ciclo della corsa può essere suddiviso in due fasi principali: 
- sospensione.
- appoggio.

Esse sono a loro volta distinte in quattro stadi:
- distacco delle dita.
- oscillazione.
- contatto.
- sostengo.

La fase di sospensione, in cui entrambi i piedi si distaccano da terra, è quella più lunga. Durante la fase di appoggio il corpo assorbe forza dal terreno, accumulando nei tendini e nei muscoli elastici l'energia necessaria a spingere il corpo avanti.

### Muscoli coinvolti
L'attivazione dei muscoli varia durante i diversi stadi precedentemente elencati, con un piccolo durante le fasi di contatto e sostegno, quando aumenta l'energia cinetica:
- adduttori
- abduttori
- quadricipite femorale
- retto femorale
- estensori dell'anca
- flessori dell'anca
- posteriori coscia
- gastrocnemio

## Corsa sportiva

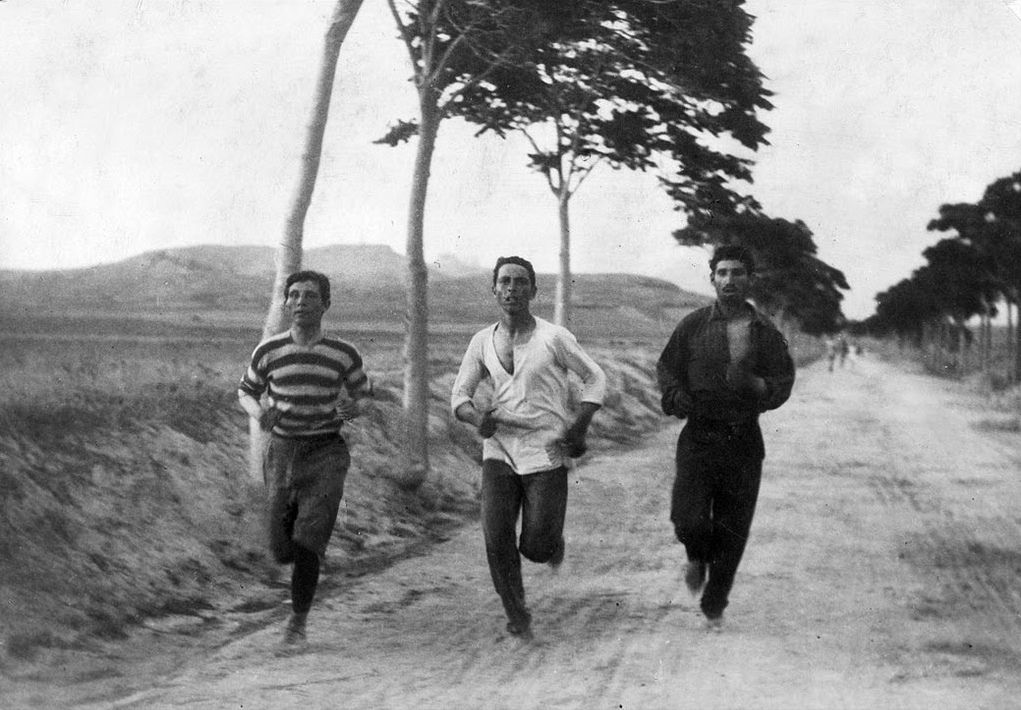
Maratona ai Giochi olimpici di

Un allenamento normalmente è composto da una prima fase in cui si svolge, con apposite scarpe da ginnastica, un periodo di corsa a bassa velocità detto anche fondo lento che dura 20 minuti circa, definito poi da un riscaldamento simile per andatura al jogging; e una seconda fase con esercizi di allungamento dei muscoli o stretching. Per imparare vi sono alcuni tipi di corsa base che servono a migliorare la tecnica:
- Corsa skippata: è quasi sul posto con elevata frequenza degli arti dove i superiori compensano gli inferiori, la gamba si alza fino a che la coscia è parallela al terreno mentre l'altra è distesa; si avanza sbilanciandosi appena.[3]
- Corsa calciata dietro: è una variazione della precedente in quanto mentre una è sempre distesa l'altra si chiude indietro dal ginocchio alla caviglia.[4]
- Corsa saltellata: sempre quasi sul posto con lieve avanzamento di balzi verticali rimbalzando contemporaneamente nel contatto al suolo e mantenendo pari le punte dei piedi. Un ginocchio in avanti rispetto all'altro per compensare l'opposto avambraccio si alterna.[5]
- Corsa ruotata: con le caviglie si corre come se si pedalasse su una bicicletta immaginaria.
- Corsa balzata: somiglia per tecnica alla specialità del "salto triplo" ma viene sforzata così ogni battuta, idealmente coincide con la massima velocità di corsa.[6][7]

Nell'atletica leggera la corsa è suddivisa in due settori:
- Velocità
- Resistenza

La suddivisione è data dal differente utilizzo delle fonti energetiche e quindi dai diversi metodi di allenamento. Nelle corse veloci è predominante lo sforzo anaerobico, mentre in quelle di resistenza è predominante lo sforzo aerobico dei muscoli; dove cambia anche la struttura delle scarpette chiodate sostituite anche in gara da quelle da strada nella marcia e nella maratona. Nelle competizioni di resistenza (come tutte le specialità aerobiche) consolidati studi evidenziano concreti benefici per la salute; peculiarmente di tipo cardiaco.
Le diverse discipline prendono il nome dalla lunghezza del tracciato (in metri) e dalla presenza degli ostacoli.

### Corse di velocità
Corse di velocità:
- 60 metri piani
- 100 metri piani
- 200 metri piani
- 400 metri piani
- 110 metri ostacoli (maschili), 100 metri ostacoli (femminili)

### Corse di resistenza
Le corse di resistenza sono suddivise in due settori:
Corse di mezzofondo:
- 800 metri piani, 1 500 metri piani, 3 000 metri piani, 3 000 metri siepi

Corse di fondo:
- 5 000 metri piani, 10 000 metri piani

Fanno parte delle corse di resistenza anche tutte quelle gare che si svolgono fuori dalla pista di atletica:
- Corsa campestre: 10 km
- Corsa su strada:
  - Podistiche (in genere da 7 a 12 km)
  - Mezza maratona 21,097 km
  - Maratona di 42,195 km
  - Ultramaratona oltre i 42,195 km
- Corsa in montagna
- Corsa a orientamento
- Skyrunning
- Trail running:
  - Ecomaratona di 42,195 km
  - Ultratrail oltre i 42 km

## Antropologia della corsa
All'origine della corsa vi è la teoria che l'uomo sia nato per correre e che, proprio grazie a questa sua capacità, abbia potuto evolversi. Gli esseri umani, infatti, si sono trasformati da antenati simili a scimmie perché avevano bisogno di percorrere lunghe distanze forse per cacciare animali o scavare carcasse nella vasta savana dell'Africa. Alla base di queste conclusioni sono arrivati il biologo dell'Università dello Utah Dennis Bramble e l'antropologo della Harvard University Daniel Lieberman; secondo questi due studiosi, il nostro genere l'Homo Sapiens, si è evoluto da più antenati umani simili a scimmie (l'Australopithecus) due milioni o più anni fa perché la selezione naturale favoriva la sopravvivenza degli Austrolopitecus che potevano correre e, nel tempo, favorivano anche la perpetuazione delle caratteristiche anatomiche umane che rendeva possibile la corsa di lunga distanza. Secondo lo stesso studio, la corsa ha sostanzialmente plasmato l'evoluzione umana; per gli studiosi in questione, è stato uno degli eventi più trasformativi della storia umana addirittura tale che l'emergere delle attuali nostre caratteristiche fisiche è legato proprio all'evoluzione dell'uomo corridore.
Si può arrivare a questa conclusione però solo passando dall'assioma che camminare non può spiegare gran parte dei cambiamenti nella forma del corpo che distinguono l'uomo dall'Australopithecus che, rispetto alla conformazione dell'essere umano attuale, aveva gambe corte e avambracci lunghi Sempre Bramble e Lieberman esaminarono ventisei tratti del corpo umano - molti anche visti nei fossili di Homo erectus e alcuni in Homo habilis - che hanno migliorato la capacità di correre dell'uomo primitivo, ma solo alcuni di loro erano necessari per camminare. I tratti che supportano la corsa includono tendini e legamenti del piede che agiscono come molle; inoltre la struttura della punta del piede è funzionale a un uso efficiente dei piedi stessi per spingere, le spalle che ruotano indipendentemente dalla testa e dal collo consentono un migliore equilibrio e caratteristiche scheletriche e muscolari che rendono il corpo umano più forte, più stabile e in grado di funzionare in modo più efficiente senza surriscaldamento. "Spieghiamo così la comparsa simultanea di un intero gruppo di caratteristiche anatomiche, letteralmente dalla testa ai piedi", affermò Bramble. "Abbiamo dunque un'ipotesi che fornisce una spiegazione funzionale di come queste caratteristiche siano legate alle uniche esigenze meccaniche della corsa, del modo in cui lavorano insieme e del motivo per cui sono emerse allo stesso tempo". La conclusione dello studio dalle testuali parole di Bramble e Lieberman fu "se la selezione naturale non avesse favorito la corsa, saremmo ancora molto simili alle scimmie!".
Di contro è chiaro che gli esseri umani sono meno veloci rispetto ad altri animali che corrono, ed è in parte il motivo per cui molti scienziati hanno scartato la corsa come fattore dell'evoluzione umana. L'abilità di resistenza umana è stata considerata in modo inadeguato a causa del mancato riconoscimento che "l'alta velocità non è sempre importante", afferma sempre Bramble: "l'importante è combinare una velocità ragionevole con una resistenza eccezionale".
Nella precedente ricerca, in ordine temporale, del biologo dell'Università dello Utah David Carrier viene ipotizzato inoltre che la corsa di resistenza si è evoluta in antenati umani in modo da poter inseguire predatori molto prima che lo sviluppo di archi, frecce, reti riducessero la necessità di correre le lungo distanze: era la cosiddetta "caccia di persistenza", un esempio di come i nostri antenati fossero costretti a ricorrere ad ogni goccia d'energia nei loro corpi per garantire la salute dell'intera comunità, percorrendo decine di chilometri allo scopo di ottenere preziose proteine animali.
Secondo un'altra ipotesi, quella dell'antropologo Richard Wrangham di Harvard i nostri antenati correvano sì per procurarsi proteine animali, ma questo aumento di proteine ha contribuito almeno in parte alla contemporanea espansione del cervello umano.
Secondo invece David Raichlen, l'antropologo della Arizona University che ha condotto uno studio sulla corsa la risposta va cercata nei processi che regolano i meccanismi della ricompensa. Dopo una corsa il nostro cervello produce dei neuromediatori responsabili della sensazione di benessere (runner's high) che si prova dopo una qualunque attività fisica. La corsa, sempre secondo Raichlen, darebbe quindi una sorta di dipendenza che in epoche remote è stata una potentissima spinta evolutiva: correre non solo permetteva di mangiare e sfuggire ai predatori, ma scatenava anche sensazioni piacevoli che premiavano lo sforzo compiuto.
Con il passare dei millenni l'uomo si è però impigrito utilizzando sempre meno il proprio fisico e scegliendo altri modi, più o meno leciti, per stimolare i meccanismi della ricompensa: per esempio il fumo, le droghe, il gioco. Questi studi, come ogni proposta teoretica, hanno bisogno di un riscontro pratico che non sempre si riesce a identificare se rapportato ai giorni nostri.